# Potrero Grande (Costa Rica)
 (août 2015).
Pour les articles homonymes, voir Potrero.
Potrero Grande est une ville du Costa Rica située dans le sud du pays.

## Géographie
La ville est située à 280 kilomètres au sud de San José. Elle est proche du parc national du Costa Rica.